# Decimus Junius Brutus Callaicus
Pour les articles homonymes, voir Iunius Brutus.
Decimus Junius Brutus Callaicus est un consul romain du IIe siècle av. J.-C.

## Biographie
En 138 av. J.-C. il est consul. Junius Brutus mène les légions romaines dans la campagne de conquête de la partie occidentale de l'Ibérie après la mort du chef lusitanien Viriatus. Durant cette campagne, il remporte d'importantes victoires dans le sud du Portugal actuel avant de s'engager vers le nord. Il fortifie la cité d'Olisipo (Lisbonne) puis mène des attaques plus au nord,  établissant une position fortifiée à Viseu, traversant le Douro pour atteindre le fleuve Lima en 137 av. J.-C., puis plus loin encore jusqu'au Minho. Il a fondé entre autres la ville de Valence pour les vétérans de la guerre de Lusitanie.
À la fin de la campagne de Junius Brutus, le territoire compris entre le Douro et le Minho est passé sous la domination de Rome, laquelle s'étendait probablement jusqu'aux côtes atlantiques.
En 136, le sénat lui accorde le titre de Callaicus, le Callaïque, pour sa campagne victorieuse en Callaecia. Junius Brutus est proconsul de Lusitanie en 113 av. J.-C., en compagnie de Caius Marius, et inflige à nouveau de sévères défaites aux tribus lusitaniennes révoltées.